# Jamaica op de Olympische Zomerspelen 2020
Jamaica nam deel aan de Olympische Zomerspelen 2020 in Tokio, Japan.

## Medailleoverzicht
| Medaille | Naam | Sport    | Onderdeel       | Datum      |
| -------- | --- | -------- | --------------- | ---------- |
| Goud     | Elaine Thompson Herah                                                                                           | Atletiek | 100m (v)        | 31 juli    |
| Goud     | Elaine Thompson Herah                                                                                           | Atletiek | 200m (v)        | 3 augustus |
| Goud     | Hansle Parchment                                                                                                | Atletiek | 110m horden (m) | 5 augustus |
| Goud     | Elaine Thompson Herah Remona Burchell Shelly-Ann Fraser-Pryce Shericka Jackson Natasha Morrison Briana Williams | Atletiek | 4x100m (v)      | 6 augustus |
|          | |          |                 |            |
| Zilver   | Shelly-Ann Fraser-Pryce                                                                                         | Atletiek | 100m (v)        | 31 juli    |
|          | |          |                 |            |
| Brons    | Shericka Jackson                                                                                                | Atletiek | 100m (v)        | 31 juli    |
| Brons    | Megan Tapper | Atletiek | 100m horden (v) | 2 augustus |
| Brons    | Ronald Levy | Atletiek | 110m horden (m) | 5 augustus |
| Brons    | Junelle Bromfield Shericka Jackson Roneisha McGregor Janieve Russell Stacey-Ann Williams                        | Atletiek | 4x400m (v)      | 7 augustus |

## Atleten
| sport          | mannen | vrouwen | totaal |
| -------------- | ------ | ------- | ------ |
| Atletiek       | 20     | 22      | 42     |
| Boksen         | 1      | 0       | 1      |
| Gymnastiek     | 0      | 1       | 1      |
| Judo           | 0      | 1       | 1      |
| Schoonspringen | 1      | 0       | 1      |
| Zwemmen        | 1      | 1       | 2      |
| totaal         | 23     | 25      | 48     |

## Sporten

### Atletiek
Mannen
Loopnummers
| atleet                                                                   | onderdeel    | series  | series | kwartfinale | kwartfinale | halve finale   | halve finale   | finale         | finale         |
| atleet                                                                   | onderdeel    | tijd    | rang   | tijd        | rang        | tijd           | rang           | tijd           | rang           |
| ------------------------------------------------------------------------ | ------------ | ------- | ------ | ----------- | ----------- | -------------- | -------------- | -------------- | -------------- |
| Yohan Blake                                                              | 100 m        | bye     | bye    | 10,06       | 2 Q         | 10,14          | 6              | niet geplaatst | niet geplaatst |
| Oblique Seville                                                          | 100 m        | bye     | bye    | 10,04       | 2 Q         | 10,09          | 4              | niet geplaatst | niet geplaatst |
| Tyquendo Tracey                                                          | 100 m        | bye     | bye    | DNS         | DNS         | niet geplaatst | niet geplaatst | niet geplaatst | niet geplaatst |
| Yohan Blake                                                              | 200 m        | DNS     | DNS    | n.v.t.      | n.v.t.      | niet geplaatst | niet geplaatst | niet geplaatst | niet geplaatst |
| Rasheed Dwyer                                                            | 200 m        | 20,31   | 1 Q    | n.v.t.      | n.v.t.      | 20,13          | 2 Q            | 20,21          | 7              |
| Julian Forte                                                             | 200 m        | 20,65   | 7      | n.v.t.      | n.v.t.      | niet geplaatst | niet geplaatst | niet geplaatst | niet geplaatst |
| Nathon Allen                                                             | 400 m        | 46,12   | 4      | n.v.t.      | n.v.t.      | niet geplaatst | niet geplaatst | niet geplaatst | niet geplaatst |
| Demish Gaye                                                              | 400 m        | 45,49   | 4 q    | n.v.t.      | n.v.t.      | 45,09          | 4              | niet geplaatst | niet geplaatst |
| Christopher Taylor                                                       | 400 m        | 45,20   | 3 Q    | n.v.t.      | n.v.t.      | 44,92          | 2 Q            | 44,79          | 6              |
| Ronald Levy                                                              | 110 m horden | 13,17   | 1 Q    | n.v.t.      | n.v.t.      | 13,23          | 1 Q            | 13,10          | Brons          |
| Hansle Parchment                                                         | 110 m horden | 13,23   | 2 Q    | n.v.t.      | n.v.t.      | 13,23          | 2 Q            | 13,04          | Goud           |
| Damion Thomas                                                            | 110 m horden | 13,54   | 3 Q    | n.v.t.      | n.v.t.      | 13,39          | 3              | niet geplaatst | niet geplaatst |
| Jaheel Hyde                                                              | 400 m horden | 48,54   | 1 Q    | n.v.t.      | n.v.t.      | 1.27,38        | 8              | niet geplaatst | niet geplaatst |
| Kemar Mowatt                                                             | 400 m horden | 49,06   | 4 Q    | n.v.t.      | n.v.t.      | 48,95          | 5              | niet geplaatst | niet geplaatst |
| Shawn Rowe                                                               | 400 m horden | 49,18   | 3 Q    | n.v.t.      | n.v.t.      | 48,83          | 6              | niet geplaatst | niet geplaatst |
| Yohan Blake Julian Forte Jevaughn Minzie Oblique Seville                 | 4x100 m      | 37,82   | 1 Q    | n.v.t.      | n.v.t.      | n.v.t.         | n.v.t.         | 37,84          | 4              |
| Nathon Allen Karayme Bartley* Demish Gaye Jaheel Hyde Christopher Taylor | 4x400 m      | 2.59,29 | 2 Q    | n.v.t.      | n.v.t.      | n.v.t.         | n.v.t.         | 2.58,76        | 6              |

Technische nummers
| atleet         | onderdeel          | kwalificaties | kwalificaties | finale         | finale         |
| atleet         | onderdeel          | afstand       | rang          | afstand        | rang           |
| -------------- | ------------------ | ------------- | ------------- | -------------- | -------------- |
| Fedrick Dacres | discuswerpen       | 62,91         | 13            | niet geplaatst | niet geplaatst |
| Traves Smikle  | discuswerpen       | 59,04         | 25            | niet geplaatst | niet geplaatst |
| Chad Wright    | discuswerpen       | 62,93         | 12 q          | 62,56          | 9              |
| Carey McLeod   | hink-stap-springen | 16,01         | 24            | niet geplaatst | niet geplaatst |
| Carey McLeod   | verspringen        | 7,75          | 21            | niet geplaatst | niet geplaatst |
| Tajay Gayle    | verspringen        | 8,14          | 4 q           | 7,69           | 11             |

Vrouwen
Loopnummers
| atlete | onderdeel    | series  | series | kwartfinale | kwartfinale | halve finale   | halve finale   | finale         | finale         |
| atlete | onderdeel    | tijd    | rang   | tijd        | rang        | tijd           | rang           | tijd           | rang           |
| --- | ------------ | ------- | ------ | ----------- | ----------- | -------------- | -------------- | -------------- | -------------- |
| Shelly-Ann Fraser-Pryce | 100 m        | bye     | bye    | 10,84       | 1 Q         | 10,73          | 1 Q            | 10,74          | Zilver         |
| Elaine Thompson Herah | 100 m        | bye     | bye    | 10,82       | 1 Q         | 10,76          | 1 Q            | 10,61 OR       | Goud           |
| Shericka Jackson | 100 m        | bye     | bye    | 11,07       | 2 Q         | 10,79          | 2 Q            | 10,76          | Brons          |
| Shelly-Ann Fraser-Pryce | 200 m        | 22,22   | 1 Q    | n.v.t.      | n.v.t.      | 22,13          | 1 Q            | 21,94          | 4              |
| Elaine Thompson Herah | 200 m        | 22,86   | 3 Q    | n.v.t.      | n.v.t.      | 21,66          | 1 Q            | 21,53 NR       | Goud           |
| Shericka Jackson | 200 m        | 23,26   | 4      | n.v.t.      | n.v.t.      | niet geplaatst | niet geplaatst | niet geplaatst | niet geplaatst |
| Roneisha McGregor | 400 m        | 51,14   | 2 Q    | n.v.t.      | n.v.t.      | 50,34          | 3              | niet geplaatst | niet geplaatst |
| Candice McLeod | 400 m        | 51,09   | 1 Q    | n.v.t.      | n.v.t.      | 49,51          | 2 Q            | 49,87          | 5              |
| Stephenie Ann McPherson | 400 m        | 50,89   | 1 Q    | n.v.t.      | n.v.t.      | 49,34          | 1 Q            | 49,61          | 4              |
| Natoya Goule | 800 m        | 1.59,83 | 1 Q    | n.v.t.      | n.v.t.      | 1.59,57        | 1 Q            | 1.58,26        | 8              |
| Aisha Praught-Leer | 1500 m       | 4.15,31 | 13     | n.v.t.      | n.v.t.      | niet geplaatst | niet geplaatst | niet geplaatst | niet geplaatst |
| Britany Anderson | 100 m horden | 12,67   | 1 Q    | n.v.t.      | n.v.t.      | 12,40          | 1 Q            | 13,24          | 8              |
| Megan Tapper | 100 m horden | 12,53   | 2 Q    | n.v.t.      | n.v.t.      | 12,62          | 2 Q            | 12,55          | Brons          |
| Yanique Thompson | 100 m horden | 12,74   | 2 Q    | n.v.t.      | n.v.t.      | DNF            | DNF            | niet geplaatst | niet geplaatst |
| Leah Nugent | 400 m horden | DSQ     | DSQ    | n.v.t.      | n.v.t.      | niet geplaatst | niet geplaatst | niet geplaatst | niet geplaatst |
| Janieve Russell | 400 m horden | 54,81   | 2 Q    | n.v.t.      | n.v.t.      | 54,10          | 2 Q            | 53,08          | 4              |
| Ronda Whyte | 400 m horden | DSQ     | DSQ    | n.v.t.      | n.v.t.      | niet geplaatst | niet geplaatst | niet geplaatst | niet geplaatst |
| Remona Burchell(S) Shelly-Ann Fraser-Pryce(F) Shericka Jackson(S-F) Natasha Morrison(S) Elaine Thompson-Herah(F) Briana Williams(S-F)                           | 4x100 m      | 42,15   | 3 Q    | n.v.t.      | n.v.t.      | n.v.t.         | n.v.t.         | 41,02 NR       | Goud           |
| Junelle Bromfield(S) Shericka Jackson(F) Tovea Jenkins Roneisha McGregor(S-F) Candice McLeod(F) Stephenie McPherson Janieve Russell(S-F) Stacey-Ann Williams(S) | 4x400 m      | 3.21,95 | 2 Q    | n.v.t.      | n.v.t.      | n.v.t.         | n.v.t.         | 3.21,24        | Brons          |

Technische nummers
| atlete              | onderdeel          | kwalificaties | kwalificaties | finale         | finale         |
| atlete              | onderdeel          | afstand       | rang          | afstand        | rang           |
| ------------------- | ------------------ | ------------- | ------------- | -------------- | -------------- |
| Shadae Lawrence     | discuswerpen       | 62,27         | 12 q          | 62,12          | 7              |
| Shanieka Ricketts   | hink-stap-springen | 14,43         | 6 Q           | 14,84          | 4              |
| Kimberly Williams   | hink-stap-springen | 14,30         | 9 q           | 14,51          | 8              |
| Danniel Thomas-Dodd | kogelstoten        | 18,37         | 13            | niet geplaatst | niet geplaatst |
| Lloydricia Cameron  | kogelstoten        | 17,43         | 22            | niet geplaatst | niet geplaatst |
| Tissanna Hickling   | verspringen        | 6,19          | 25            | niet geplaatst | niet geplaatst |
| Chanice Porter      | verspringen        | 6,22          | 24            | niet geplaatst | niet geplaatst |

Gemengd
| atleet                                                                                               | onderdeel | series  | series | kwartfinale | kwartfinale | halve finale | halve finale | finale  | finale |
| atleet                                                                                               | onderdeel | tijd    | rang   | tijd        | rang        | tijd         | rang         | tijd    | rang   |
| --- | --------- | ------- | ------ | ----------- | ----------- | ------------ | ------------ | ------- | ------ |
| Sean Bailey(S-F) Karayme Bartley(S-F) Junelle Bromfield(S) Tovea Jenkins(F) Stacey-Ann Williams(S-F) | 4×400 m   | 3.11,76 | 3 Q    | n.v.t.      | n.v.t.      | n.v.t.       | n.v.t.       | 3.14,95 | 7      |

- Liep niet mee in de finale

### Boksen
Mannen
| atleet        | onderdeel         | eerste ronde         | tweede ronde         | kwartfinale          | halve finale         | finale               | rang           |
| atleet        | onderdeel         | tegenstander uitslag | tegenstander uitslag | tegenstander uitslag | tegenstander uitslag | tegenstander uitslag | rang           |
| ------------- | ----------------- | -------------------- | -------------------- | -------------------- | -------------------- | -------------------- | -------------- |
| Ricardo Brown | superzwaargewicht | bye                  | Kumar V 1-4          | niet geplaatst       | niet geplaatst       | niet geplaatst       | niet geplaatst |

### Gymnastiek

#### Turnen
Vrouwen
| atlete          | onderdeel | kwalificatie  | kwalificatie | kwalificatie  | kwalificatie  | kwalificatie | kwalificatie | finale         | finale         | finale         | finale         | finale         | finale         |
| atlete          | onderdeel | toestel       | toestel      | toestel       | toestel       | totaal       | positie      | toestel        | toestel        | toestel        | toestel        | totaal         | positie        |
| atlete          | onderdeel | sprong        | brug         | balk          | vloer         | totaal       | positie      | sprong         | brug           | balk           | vloer          | totaal         | positie        |
| --------------- | --------- | ------------- | ------------ | ------------- | ------------- | ------------ | ------------ | -------------- | -------------- | -------------- | -------------- | -------------- | -------------- |
| Danusia Francis | meerkamp  | terugtrekking | 3,033        | terugtrekking | terugtrekking | DNF          | DNF          | niet geplaatst | niet geplaatst | niet geplaatst | niet geplaatst | niet geplaatst | niet geplaatst |

### Judo
Vrouwen
| atlete               | onderdeel | eerste ronde         | tweede ronde         | kwartfinale          | halve finale         | herkansing           | finale / BM          | finale / BM    |
| atlete               | onderdeel | tegenstander uitslag | tegenstander uitslag | tegenstander uitslag | tegenstander uitslag | tegenstander uitslag | tegenstander uitslag | rang           |
| -------------------- | --------- | -------------------- | -------------------- | -------------------- | -------------------- | -------------------- | -------------------- | -------------- |
| Ebony Drysdale Daley | −70 kg    | Timo W 00-10         | niet geplaatst       | niet geplaatst       | niet geplaatst       | niet geplaatst       | niet geplaatst       | niet geplaatst |

### Schoonspringen
Mannen
| atlete             | onderdeel | series | series | halve finale | halve finale | finale         | finale         |
| atlete             | onderdeel | punten | rang   | punten       | rang         | punten         | rang           |
| ------------------ | --------- | ------ | ------ | ------------ | ------------ | -------------- | -------------- |
| Yona Knight-Wisdom | 3 m plank | 411,65 | 13 Q   | 362,95       | 15           | niet geplaatst | niet geplaatst |

### Zwemmen
Mannen
| atleet      | onderdeel         | series  | series | halve finale   | halve finale   | finale         | finale         |
| atleet      | onderdeel         | tijd    | rang   | tijd           | rang           | tijd           | rang           |
| ----------- | ----------------- | ------- | ------ | -------------- | -------------- | -------------- | -------------- |
| Keanan Dols | 200 m vlinderslag | 2.00,25 | 34     | niet geplaatst | niet geplaatst | niet geplaatst | niet geplaatst |
| Keanan Dols | 200 m wisselslag  | 2.04,29 | 43     | niet geplaatst | niet geplaatst | niet geplaatst | niet geplaatst |

Vrouwen
| atlete        | onderdeel        | series  | series | halve finale   | halve finale   | finale         | finale         |
| atlete        | onderdeel        | tijd    | rang   | tijd           | rang           | tijd           | rang           |
| ------------- | ---------------- | ------- | ------ | -------------- | -------------- | -------------- | -------------- |
| Alia Atkinson | 100 m schoolslag | 1.07,70 | 22     | niet geplaatst | niet geplaatst | niet geplaatst | niet geplaatst |